# Liste des traditions vivantes du canton de Vaud
La liste des traditions vivantes du canton de Vaud est un inventaire des traditions locales et vivantes effectué par le canton de Vaud.

## Histoire
Cette liste évolutive comprend, en 2012, 69 traditions locales réparties dans 5 domaines (traditions orales, arts du spectacle, pratiques sociales, rituels et événements festifs, savoirs et pratiques concernant la nature et l’univers et enfin connaissances et savoir-faire de l’artisanat traditionnel). Elle a été établie en 2011 sur demande de l'Office fédéral de la Culture afin de dresser l'inventaire du patrimoine culturel immatériel du pays dont la tenue est prescrite par la Convention de l'UNESCO pour la sauvegarde du patrimoine culturel immatériel. Sur les 69 traditions répertoriées, 14 ont été proposées par le canton à l'Office fédéral de la culture qui en a finalement retenu neuf.
Le travail de recensement a débuté en 2010 a duré environ 2 ans. La liste a été présentée officiellement le 16 janvier 2012 lors d'une conférence de presse. Pour être retenue, une tradition devait alors exister « depuis plus de 30 ans et être ancrée dans une histoire locale » et être encore vivante ; ainsi, la liste est destinée à être périodiquement remise à jour « tous les cinq ou dix ans » pour refléter les changements de société.

## Liste

### Traditions orales
- les contes et légendes locaux
- les Histoires de Oin-Oin
- le patois vaudois
- les lois coutumières

### Arts du spectacle
- les pratiques chorales
- les fanfares et harmonies
- la fête des Vignerons à Vevey[6]
- L'illumination de la Cathédrale à Lausanne
- les costumes et danses traditionnelles
- la revue de Servion
- la danse classique avec le Prix de Lausanne, la compagnie Philippe Saire, le Béjart Ballet Lausanne, l’école-atelier Rudra Béjart Lausanne et la Compagnie Linga à Pully
- le cirque Helvetia à Moudon
- différents festivals (festival de jazz de Montreux, Paléo Festival Nyon, festival de la cité, Visions du réel, Septembre musical, festival musique et neige, festival du film de montagne)

### Pratiques sociales

#### Célébrations

##### Hiver
- différentes célébrations du nouvel-an (la descente aux flambeaux de Sainte-Croix, la Tournée saucisses à Ollon et Aigle, la Chanson de Bon-An dans le Pays-d'Enhaut et la Tchète à Vaulion)
- la Saint-Antoine à Rougemont
- les Brandons de Payerne, Moudon, Yverdon-les-Bains, Sainte-Croix et Grandson
- les Gremailles à Ollon

##### Belle saison
- la fête de Mai à Begnins
- les voyages Belle Époque[6] (croisière de la CGN, chemins de fer touristiques)
- les régates sur le lac Léman (le Bol d'or, les Semaines du soir, ou la régate des vieux bateaux de La Tour-de-Peilz)
- les abbayes et leurs fêtes de tir[6]
- la fête du Bois à Lausanne
- la fête du blé et du pain à Échallens
- la Mi-été à Taveyannaz
- le Banquet de Cornier à Moudon
- la journée des communes vaudoises

##### Automne
- la fête des vendanges à Lutry
- le Jeûne fédéral
- la Mise des vins de la ville de Lausanne

#### Pratiques diverses
- le guet du beffroi de la cathédrale de Lausanne[6]
- les carillons et cloches
- les ressats du Guillon au château de Chillon
- les milices vaudoises
- différents comptoirs, foires et marchés (comptoir suisse à Lausanne, foire de la Saint-Martin à Vevey, foire de Brent et foire des Planches à Montreux.
- les paysannes vaudoises
- les pirates et brigands (sur le lac Léman, le lac de Neuchâtel et dans les bois du Jorat)
- les donations alimentaires (Pain des veuves à La Tour-de-Peilz, Pâtés de la Dame dans Lavaux ou la Donation Bonnard à La Chiésaz)
- les pratiques mortuaires vaudoises

#### Gastronomie
- la salée au sucre et la raisinée
- le papet vaudois
- la cuisine vaudoise (fondue au fromage, soupe aux pois de Sainte-Croix, l'omble chevalier et les filets de perche ou le jambon à l'os et le gratin de pommes de terre)
- la verrée

### Savoirs et pratiques concernant la nature et l’univers
- les guérisseurs
- les savoirs météorologiques et jardiniers transmis par le Messager boiteux[6]
- la fête de la tulipe à Morges
- l'inalpe et la désalpe à l'Étivaz, Saint-Cergue et La Forclaz
- le pacage franco-suisse dans le massif du Jura
- la cueillette des narcisses sur la Riviera lémanique
- la levée de la sangle dans la vallée de Joux
- les cueilleurs de bois de résonance dans la forêt du Risoux, le Pays-d'Enhaut et la forêt des Arses
- la pêche professionnelle traditionnelle
- le festival international de ballons à Château-d'Œx
- la société internationale de sauvetage du Léman

### Artisanat traditionnel
- les découpages du Pays-d'Enhaut[6]
- la dentelle aux fuseaux
- les métiers du bois
- le tavillonnage dans la vallée de Joux, le Pays-d'Enhaut, et les Ormonts
- les canots en bois du lac Léman
- les boîtes à musique et automates du Jura vaudois[6]
- l'horlogerie dans la vallée de Joux et à Sainte-Croix[6]
- le pressage de l'huile à Sévery, Yverdon-les-Bains, Bex, Pompaples et Corcelles-près-Payerne
- les muretiers